# Grant Green
Grant Green (6. června 1935 St. Louis, Missouri, USA – 31. ledna 1979 New York City, New York, USA) byl americký jazzový kytarista a hudební skladatel. Svou první nahrávku nahrál v roce 1959 jakožto člen skupiny Jimmyho Forresta. Od roku 1961 měl vlastní kapelu a rovněž nahrával pod svým jménem pro Blue Note Records, kde vydal více než dvacet alb. Mimo to nahrál několik alb pro jiná vydavatelství (Verve Records, Cobblestone Records, Kudu Records). Rovněž hrál na albech jiných hudebníků, mezi které patří Herbie Hancock, Jimmy Smith, Lou Donaldson nebo Stanley Turrentine.